# I giganti del mare
I giganti del mare (The Wreck of the Mary Deare) è un film del 1959 diretto da Michael Anderson.
E' basato sul romanzo Il naufragio del Mary Deare scritto nel 1956 da Hammond Innes.

## Trama
Il capitano della marina mercantile Gideon Patch decide di rimanere a bordo della sua nave mentre questa affonda per trovare le prove che la sua imbarcazione è stata sabotata dai suoi dirigenti con lo scopo di intascare l'assicurazione sul prezioso carico che invece si trova al sicuro a Rangoon.

## Produzione
I diritti sul libro di Innes erano stati acquistati dalla MGM con l'intento di affidare la regia ad Alfred Hitchcock e a Gary Cooper la parte principale. I due da tempo avrebbero desiderato poter lavorare assieme. Tuttavia mentre curava la sceneggiatura Hitchcock si rese conto che il film non prometteva bene come sperava, in quanto avrebbe rischiato di risultare noioso, pertanto abbandonò il progetto per dedicarsi ad Intrigo internazionale.